# Götavirke
Götavirke er resterne af en omkring 3,5 km lang forsvarsvold, som går mellem Västra Husby og Hylinge i Östergötland i Sverige. Volden dækker hele området mellem Asplången og Lillsjön. Nord for Asplången findes rester af flere bygdeborge, som måske er en del af samme forsvarsværk som volden. Syd for Lillsjön er terrænet vanskeligt at forcere, så det ikke har behøvet forsvarsværker.
Forsvarsværket er sandsynligvis lavet for at beskytte det indre af Östergötland mod angreb fra Østersøen. Arkæologiske udgravninger daterer volden ved hjælp af kulstof 14-datering til omkring år 800 e.Kr.
På volden stod for tre palisader, og bag den findes tegn på en troppetransportvej.